# Goniocalpe subviolacea
Goniocalpe subviolacea is een vlinder uit de familie visstaartjes (Nolidae). De wetenschappelijke naam van deze soort is voor het eerst geldig gepubliceerd in 1955 door Fletcher & Viette.
De soort komt voor in tropisch Afrika.